# Oriopsis denticollis
Oriopsis denticollis är en ringmaskart som beskrevs av Hartmann-Schröder 1986. Oriopsis denticollis ingår i släktet Oriopsis och familjen Sabellidae. Inga underarter finns listade i Catalogue of Life.